# Droga pod Reglami

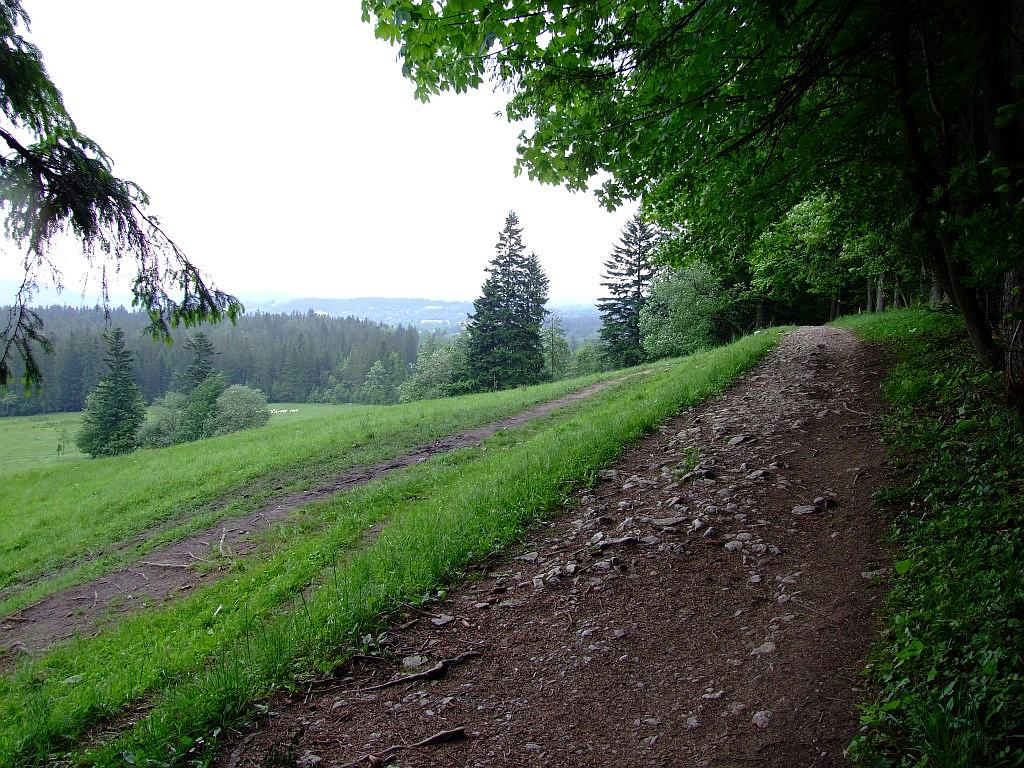
Droga pod Reglami

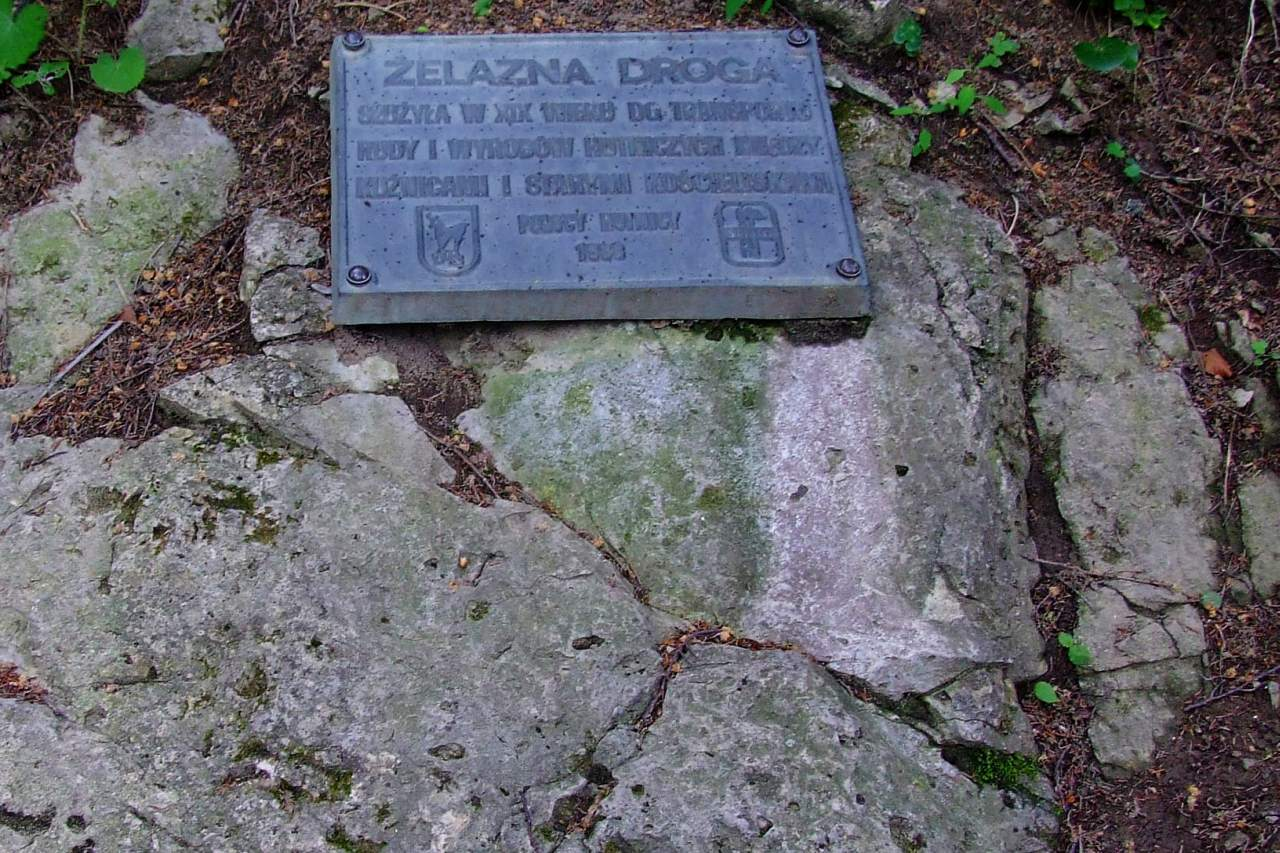
Pamiątkowa tablica

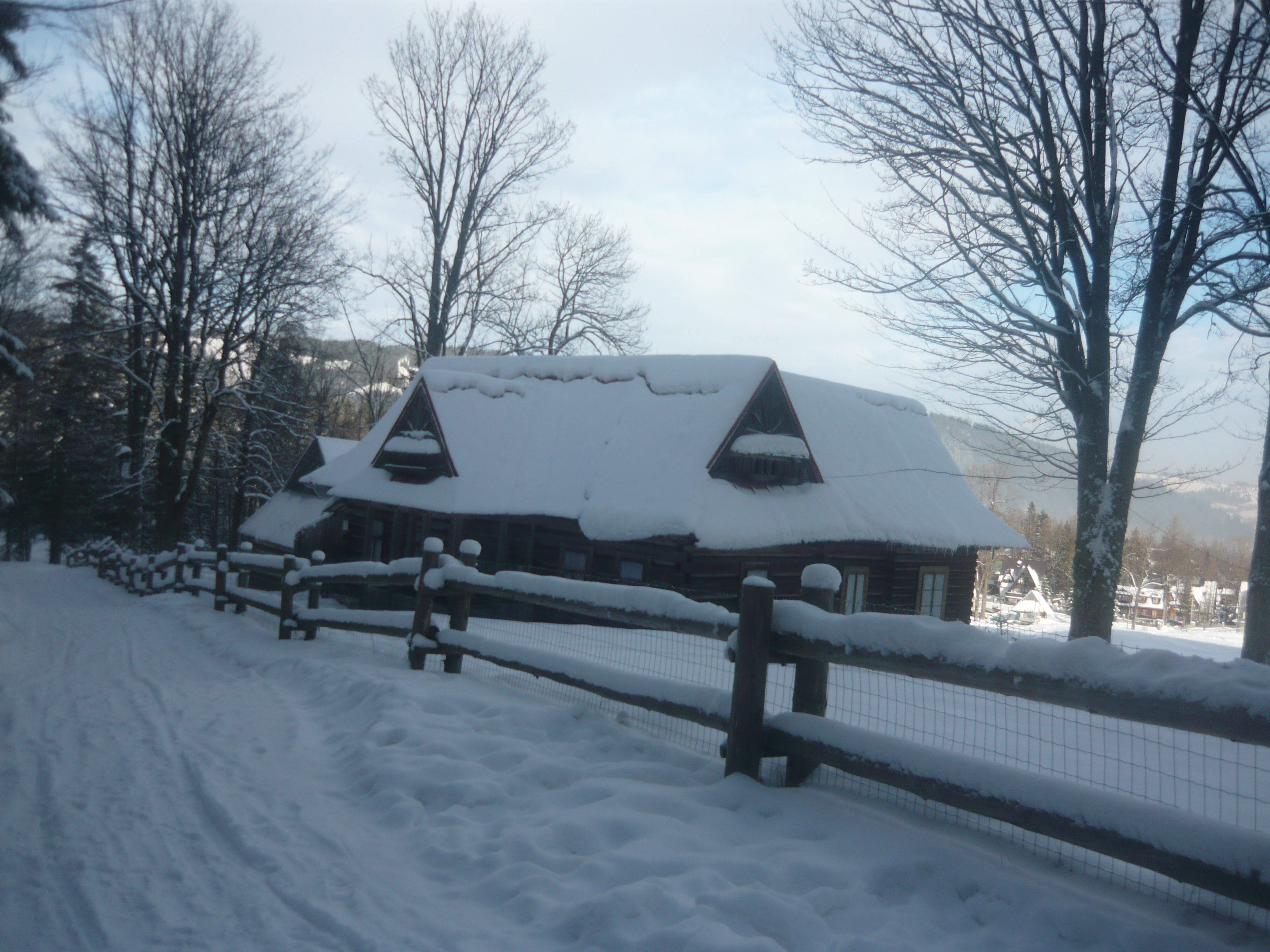
Góralska chata obok szlaku

   Droga pod Reglami – szlak turystyki pieszej, rowerowej i narciarskiej u podnóża Tatr Zachodnich po ich północnej, polskiej stronie. Droga rozpoczyna się u stóp skoczni Wielka Krokiew w Zakopanem i kończy u wylotu Doliny Kościeliskiej w Kirach (dzielnicy Kościeliska).

## Opis i historia
Droga pod Reglami przebiega w znacznym stopniu obrzeżami Zakopanego i Kościeliska, łącząc wyloty dolin tatrzańskich, m.in. Doliny Białego, Doliny Strążyskiej, Doliny Małej Łąki i Doliny Kościeliskiej. Szlak przebiega u stóp wzniesień reglowych takich jak Krokiew, Sarnia Skała, Łysanki i Hruby Regiel, stąd pochodzi jego nazwa. Jej przedłużeniem jest zielony szlak łączący wyloty Dolin Kościeliskiej i Doliny Lejowej oraz Siwą Polanę w Dolinie Chochołowskiej.
Dawniej droga była nazywana Żelazną Drogą, ponieważ od XVIII wieku stanowiła połączenie dwóch ośrodków hutniczych. Były nią przewożone materiały (rudy, węgiel, półfabrykaty) pomiędzy ośrodkiem w Dolinie Kościeliskiej oraz Kuźnicami, w których znajdowały się huty. Była utrzymywana przez dwór w Kuźnicach i stanowiła istotne połączenie w tej okolicy. Kazimierz Przerwa-Tetmajer napisał wiersz pt. Na „Żelaznej Drodze” pod Reglami.
Pod koniec XX wieku o prawo dysponowania szlakiem zabiegały samorząd zakopiański i Tatrzański Park Narodowy. Spór został rozwiązany sądownie w 1997 – przychylnie dla samorządu. Droga pod Reglami przebiega skrajem parku narodowego, ale jest wolna od opłat. Od 2004 r. oznakowana jest kolorem czarnym. Dozwolona jest jazda rowerami. Z drogi roztaczają się widoki na Zakopane i Pogórze Gubałowskie z Gubałówką i Butorowym Wierchem.
15 października 2017 odcinek Drogi pod Reglami spod Krokwi do Murowanicy na drodze do Kuźnic został zamknięty, a następnie przestał istnieć w wyniku rozbudowy obiektów sportowych Centralnego Ośrodka Sportu w Zakopanem.

## Przebieg szlaku
- Wielka Krokiew, ul. Bronisława Czecha w Zakopanem, minimum wysokościowe ok. 890 m n.p.m.
- 0,9 km; 20 min – wylot Doliny Białego
- 1,3 km – wylot doliny Spadowiec
- 1,9 km; 35 min – wylot Doliny ku Dziurze, Droga do Daniela do Zakopanego
- 2,3 km; 40 min – wylot Doliny Strążyskiej
- 3,3 km – wylot Suchego Żlebu
- 3,7 km; 1:05 h – wylot Doliny za Bramką
- 4,1 km – wylot Małego Żlebka
- 4,9 km; 1:20 h – wylot Doliny Małej Łąki
- 5,3 km – przysiółek Gronik
- 6,7 km; 1:40 h – przysiółek Nędzówka
- 7 km; 1:50 h – wylot Staników Żlebu, maksimum wysokościowe 997 m n.p.m.[2]
- 8 km; 2:00 h – wylot Doliny Kościeliskiej – Kiry, 927 m n.p.m.